# Epidendrum hastilabium
Epidendrum hastilabium är en orkidéart som beskrevs av Rudolf Schlechter. Epidendrum hastilabium ingår i släktet Epidendrum och familjen orkidéer.
Artens utbredningsområde är Colombia. Inga underarter finns listade i Catalogue of Life.